# Новое (Корсаковский городской округ)
Но́вое — село в Корсаковском городском округе Сахалинской области России, в 12 км от районного центра.

## История
До 1945 года принадлежало японскому губернаторству Карафуто и называлось Фурумаки (яп. 古牧). После передачи Южного Сахалина СССР село 15 октября 1947 года получило современное название (предлагался также вариант Фурманово, по созвучию с прежним японским).
Постановлением Администрации Сахалинской области от 26.04.2004 № 50-па посёлок Новый преобразован в село Новое.

## Население
| 1925 | 1935 | 2002 | 2010 | 2021 |
| ---- | ---- | ---- | ---- | ---- |
| 780  | ↘241 | ↘19  | ↘10  | ↗11  |